# Tientos
I tientos sono un palo del flamenco, stile musicale di cante e ballo spagnolo. I tientos sono un palo binario, del gruppo dei tangos.
Esiste un tipo di composizione in musica classica che suole denominarsi tiento (al singolare), ma non ha niente a che vedere con la definizione precedente.
Metricamente la strofa (copla) consiste di tre o quattro versi ottonari (octosílabos) seguiti da un estribillo. Origina dal tango flamenco, sebbene il suo ritmo è più lento, per cui anticamente lo si chiamanva tiento.
Tradizionalmente si considera il cantante El Marrurro come uno dei creatori di questo stile, mentre Enrique el Mellizo gli diede la forma moderna che conosciamo oggigiorno. Altri cantanti famosi che interpretarono questo stile furono Antonio Chacón e Pastora Pavón.

## Testi di tientos del flamenco
| Controllo di autorità | J9U (EN, HE) 987012403392005171 |